# Rockstar Advanced Game Engine
Pour les articles homonymes, voir Rage.
Rockstar Advanced Game Engine (littéralement « Moteur de jeu avancé de Rockstar »), plus connu sous son acronyme RAGE, est un moteur de jeu vidéo propriétaire développé par l'équipe RAGE Technology Group, subdivision du studio Rockstar San Diego, appartenant au développeur et éditeur Rockstar Games.
Avant RAGE, Rockstar utilisait notamment le moteur de Criterion Games, RenderWare, pour développer sa série Grand Theft Auto sur PlayStation 2, Xbox et PC.
L'acquisition de Criterion par Electronic Arts en 2004 pousse Rockstar Games à développer son propre moteur. Cette décision a également pour but de faciliter la création des jeux sur la septième génération de consoles (PlayStation 3, Xbox 360 et Wii) ainsi que le PC. Le moteur évolue par la suite au fil des jeux et continue d'être utilisé avec les générations suivantes de plateformes.
RAGE est par ailleurs une évolution du moteur développé par Rockstar San Diego, Angel Game Engine (en référence au précédent nom du studio, Angel Studios), utilisé durant la sixième génération de consoles de jeux vidéo, pour la série Midnight Club ainsi que d'autres jeux du studio californien.

## Jeux utilisant le moteur RAGE
| Années    | Titre                                                    | Plateformes                                                                      | Développeurs                                                     |
| --------- | -------------------------------------------------------- | -------------------------------------------------------------------------------- | ---------------------------------------------------------------- |
| 2006-2007 | Rockstar Games présente : Table Tennis                   | Xbox 360, Wii                                                                    | Rockstar San Diego                                               |
| 2008      | Grand Theft Auto IV,                                     | Xbox 360, PlayStation 3, PC                                                      | Rockstar North, Rockstar Toronto (PC), Rockstar New England (PC) |
| 2008      | Midnight Club: Los Angeles                               | PlayStation 3, Xbox 360, PlayStation Portable                                    | Rockstar San Diego, Rockstar London (PSP)                        |
| 2009-2010 | GTA: The Lost and Damned (Episodes from Liberty City)    | Xbox 360, PlayStation 3, PC                                                      | Rockstar North, Rockstar Toronto (PC)                            |
| 2009-2010 | GTA: The Ballad of Gay Tony (Episodes from Liberty City) | Xbox 360, PlayStation 3, PC                                                      | Rockstar North, Rockstar Toronto (PC)                            |
| 2010-2024 | Red Dead Redemption                                      | PlayStation 3, Xbox 360, Switch, PlayStation 4, PC                               | Rockstar San Diego, Double Eleven (Switch, PS4, PC)              |
| 2010-2024 | Red Dead Redemption: Undead Nightmare                    | PlayStation 3, Xbox 360, Switch, PlayStation 4, PC                               | Rockstar San Diego, Double Eleven (Switch, PS4, PC)              |
| 2012      | Max Payne 3                                              | PlayStation 3, Xbox 360, PC                                                      | Rockstar Studios                                                 |
| 2013-2022 | Grand Theft Auto V                                       | PlayStation 3, Xbox 360, PlayStation 4, Xbox One, PC, PlayStation 5, Xbox Series | Rockstar North                                                   |
| 2013-2022 | Grand Theft Auto Online                                  | PlayStation 3, Xbox 360, PlayStation 4, Xbox One, PC, PlayStation 5, Xbox Series | Rockstar North                                                   |
| 2018-2019 | Red Dead Redemption 2                                    | PlayStation 4, Xbox One, PC, Stadia                                              | Rockstar Studios                                                 |
| 2018-2019 | Red Dead Online                                          | PlayStation 4, Xbox One, PC, Stadia                                              | Rockstar Studios                                                 |
| 2026      | Grand Theft Auto VI                                      | PlayStation 5, Xbox Series                                                       | Rockstar Studios                                                 |